# Onosma cephalanthum
Onosma cephalanthum är en strävbladig växtart som beskrevs av Heinrich Carl Haussknecht och Bornm. Onosma cephalanthum ingår i släktet Onosma och familjen strävbladiga växter. Inga underarter finns listade i Catalogue of Life.